# Dán költők, írók listája
Ez a lista a legismertebb dán költők és írók névsorát tartalmazza betűrendben, évszámokkal ellátva.
| Ábécé szerinti tartalomjegyzék                      |
| --------------------------------------------------- |
| A B C D E F G H I J K L M N O P Q R S T U V W X Y Z |

A
- Svend Aagesen (1140–?)
- Jeppe Aakjaer (1866–1930)
- Emil Aarestrup (1800–1856)
- Kjeld Abell (1901–1961)
- Jussi Adler-Olsen (1950–)
- Peter Adolphsen (1972–)

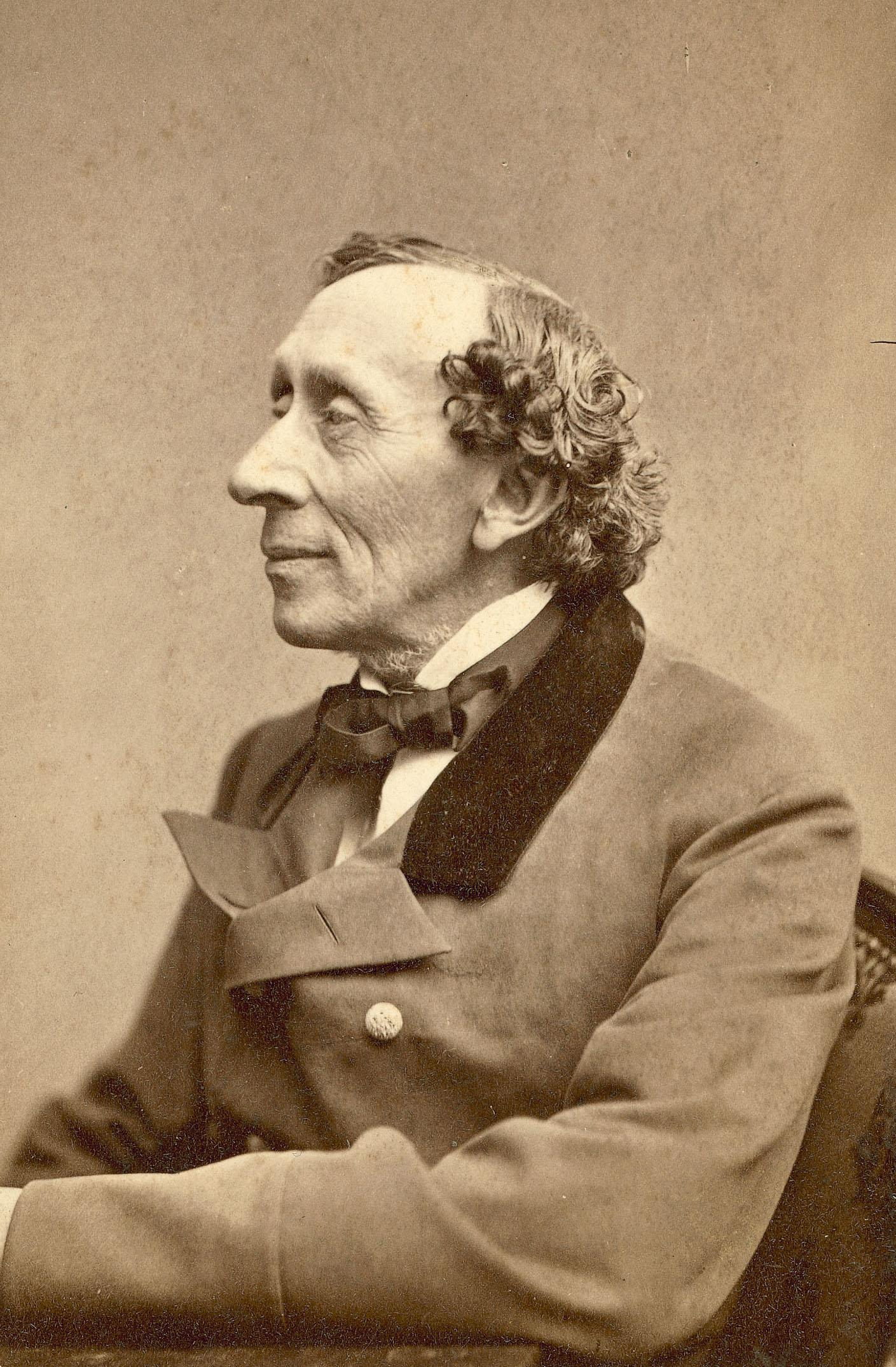
Hans Christian Andersen

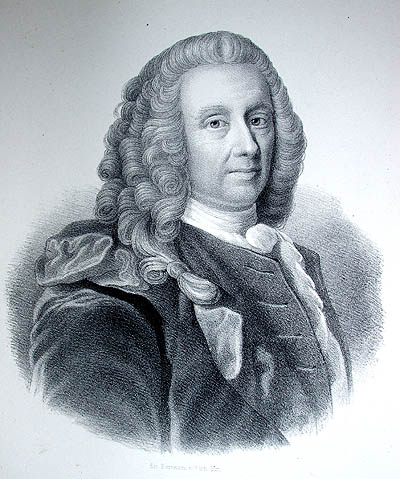
Ludvig Holberg

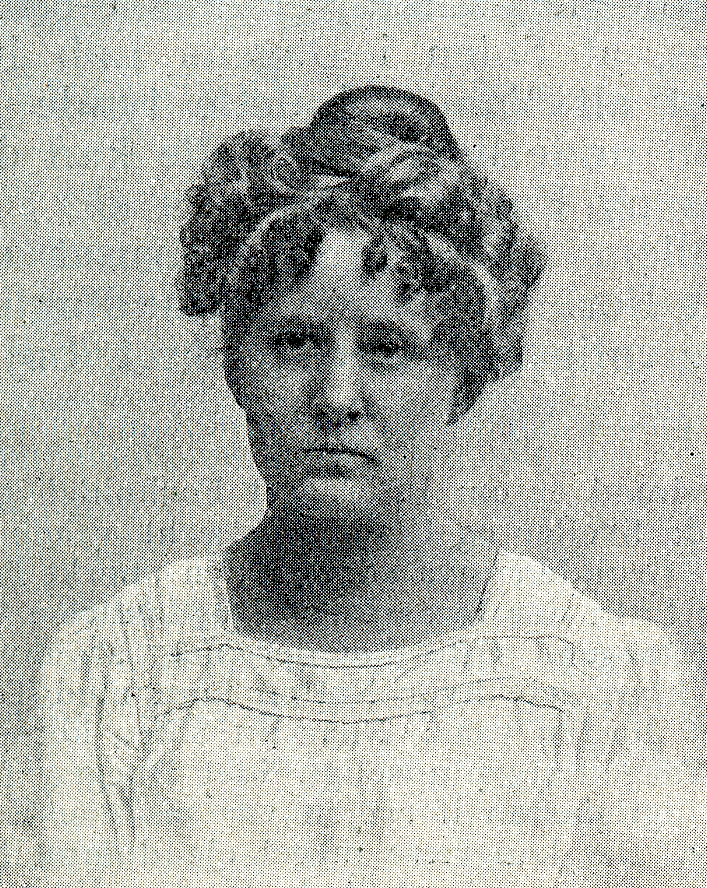
Thit Jensen

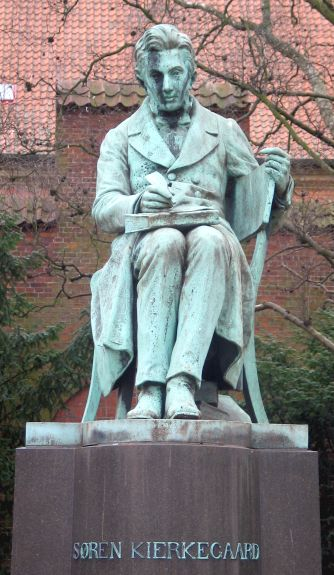
Søren Aabye Kierkegaard szobra Koppenhágában

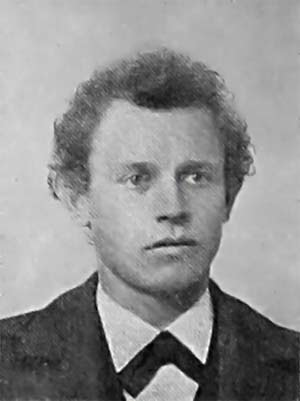
Martin Andersen Nexø

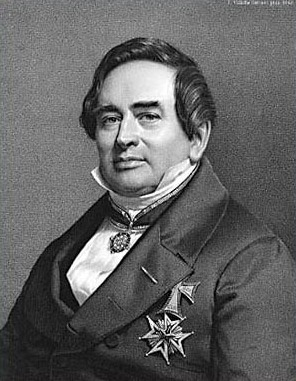
Adam Oehlenschläger

- Hans Christian Andersen (1805–1875)
- Martin Andersen Nexø (1869–1954)
- Anders Christensen Arrebo (1578–1637)

B
- Carl Bagger (1807–1846)
- Jens Immanuel Baggesen (1764–1826)
- Fredrik Bajer (1837–1922)
- Herman Bang (1857–1912)
- Frederik Barfod (1811–1896)
- Claus Beck-Nielsen (1963–)
- Ari Behn (1972–2019)
- Vilhelm Bergsøe (1835–1911)
- Harald Bergstedt (1877–1965)
- Thøger Birkeland (1922-2011)
- Steen Steensen Blicher (1782–1848)
- Karen Blixen (1885–1962)
- Cecil Bødker (1927–2020)
- Ludvig Bødtcher (1793–1874)
- Erik Bøgh (1822–1899)
- Anders Bording (1617–1677)
- Kaspar Johannes Boye (1791–1853)
- Tycho Brahe (1546–1601)
- Georg Brandes (1842–1927)
- Hans Christian Branner (1903–1966)
- Hans Adolph Brorson (1694–1764)
- Julia Butschkow (1978–)

C
- Inger Christensen (1935–2009)
- Sophus Claussen (1865–1931)

D
- Stig Dalager (1952–)
- Holger Drachmann (1846–1908)

E
- Johannes Ewald (1743–1781)
- Karl Ewald (1856–1908)

F
- Christian Falster (1690–1752)
- Mathilde Fibiger (1830–1872)
- Jens Fink-Jensen (1956–)

G
- Sissel-Jo Gazan (1973–)
- Karl Adolph Gjellerup (1857–1919), Irodalmi Nobel-díj (1917)
- Meïr Aron Goldschmidt (1819–1887)
- Saxo Grammaticus (1150–1220)
- Thomasine Gyllembourg (1773–1856)
- Nikolai Frederik Severin Grundtvig (1783–1872)
- Jens Christian Grøndahl (1959–)

H
- Martin Alfred Hansen (1909–1955)
- Rakel Haslund-Gjerrild (1988–)
- Sven Hassel (1917–2012)
- Carsten Hauch (1790–1872)
- Johan Ludvig Heiberg (1791–1860)
- Johanne Luise Heiberg (1812–1890)
- Peter Andreas Heiberg (1758–1841)
- Piet Hein (1905–1996)
- Iselin C. Hermann (1959–)
- Henrik Hertz (1797–1870)
- Peter Høeg (1957–)
- Per Højholt (1928–2004)
- Ludvig Holberg (1684–1754), dán-norvég
- Jens Christian Hostrup (1818–1892)

I
- Bernhard Severin Ingemann (1789–1862)

J
- Jens Peter Jacobsen (1847–1885)
- Erik Aalbæk Jensen (1923–1997)
- Johannes Vilhelm Jensen (1873–1950), Irodalmi Nobel-díj (1944)
- Thit Jensen (1876–1957)
- Johannes Jørgensen (1866–1956)
- Pia Juul (1962–2020)

K
- Søren Aabye Kierkegaard (1813–1855)
- Hans Ernst Kinczk (1865–1926)
- Thomas Kingo (1634–1703)
- Ole Lund Kirkegaard (1940–1979)
- Troels Kløvedal (1943–2018)
- Jacob Knudsen (1858–1917)
- Poul Knudsen (1889–1974)
- Line Knutzon (1965–)

L
- Paul La Cour (1902–1956)
- Karl Larsen (1860–1931)
- Thøger Larsen (1875–1928)
- Ole Henrik Laub (1937–2019)
- Bjørn Lomborg (1965–)

M
- Aage Madelung (1872–1949)
- Svend Åge Madsen (1939–)
- Ib Michael (1945–)
- Karin Michaelis (1872–1950)
- Dea Trier Mørch (1941–2001)
- Kaj Munk (1898–1945)

N
- Peter Nansen (1861–1918)
- Jorgen Nielsen (1902–1945)
- Henrik Nordbrandt (1945–)
- Dorthe Nors (1970–)

O
- Adam Oehlenschläger (1779–1850)
- Hans Christian Ørsted (1777–1851)
- Thomas Overskou (1798–1873)

P
- Frederik Paludan-Müller (1809–1876)
- Leif Panduro (1923–1977)
- Christiern Pedersen (1480–1554)
- Henrik Pontoppidan (1857–1943), Irodalmi Nobel-díj (1917)
- Hassan Preisler (1969–)

R
- Knud Lyne Rahbek (1760–1830)
- Bjarne Reuter (1950–)
- Klaus Rifbjerg (1931–2015)
- Knud Romer (1960–)

S
- Astrid Saalbach (1955–)
- Ole Johan Samsøe (1759–1796)
- Aksel Sandemose (1899–1965) dán-norvég
- Sophus Schandorph (1836–1901)
- Peter Seeberg (1925–1999)
- Schack von Staffeldt (1769–1826)
- Ambrosius Stub (1705–1758)

T
- Martinus Thomsen (1890–1981)
- Janne Teller (1964–)

U
- Leonora Christina Ulfeldt (1621–1698)

W
- Anders Westenholz (1936–2010)
- Gustav Wied (1858–1914)
- Christian Winther (1796–1876)

## Megjegyzés
1. ↑  Listánkban azon szerzők nevét gyűjtjük, akiknek 1) magyarul is megjelentek művei; vagy: 2) akiknek életéről az Interneten publikált vagy nyomtatott irodalomtörténeti munkákban legalább egy bekezdésnyi információ található, és 3) a magyar Wikipédiában már van vagy a közeljövőben készül róluk külön szócikk. Kérjük csak ezen szempontok alapján adj hozzá új neveket a listához (a kevéssé ismert neveknél lehetőleg a forrást is megjelölve), és ne másolj át egy az egyben terjedelmes névlistákat például a többi wikipédiából!